# 강승희 (바둑 기사)
강승희(姜昇希, 1980년 10월 21일 ~ )는 대한민국의 바둑 기사이다.

## 약력
1993년 1월 승점을 획득하여 같은 해 11월에 입단하였고, 1994년 제2회 보해컵 본선에 진출하였다. 1999년 제1회 여류명인전 본선에 올랐으며, 명지대학교 바둑학과에 입학했다. 2000년 제2회 여류명인전 본선에 진출했다. 2003년 2단으로 승단했다. 2016년 4월에 3단으로 승단했으며, 12월에 일신상의 사유로 한국기원 전문기사직을 은퇴했다.